# Halaelurus clevai
Halaelurus clevai és una espècie de peix de la família dels esciliorrínids i de l'ordre dels carcariniformes.

## Hàbitat
És un peix marí que viu entre 425-500 m de fondària.

## Distribució geogràfica
Es troba davant les costes de Madagascar.